# Dagmar Obernosterer
Dagmar Obernosterer (* 14. Februar 1959 in St. Veit an der Glan) ist eine österreichische Liedschreiberin.
Dagmar Obernosterer unterrichtet Deutsch und Musikerziehung an der Mittelschule in St. Veit an der Glan (Kärnten). Nebenberuflich schreibt sie Texte für volkstümliche Schlager. Zwei der Siegerlieder beim Grand Prix der Volksmusik stammen aus ihrer Feder. Die Musik zu ihren Texten komponiert in der Regel Marc Bell. 
Ihr Sohn ist der Filmkomponist Adam Lukas.

## Werke
- Dort auf Wolke Sieben (Stephanie und das Nockalm Quintett) – Siegertitel beim Grand Prix der Volksmusik 2002
- Ich zeig dir die Berge (Oswald Sattler & Jantje Smit) – Siegertitel beim Grand Prix der Volksmusik 2000
- Mille grazie (Südtiroler Spitzbuam) – 4. Platz beim Grand Prix der Volksmusik 2003
- Zeig' mir noch einmal die Heimat (Gerit Melcher) – 5. Platz beim Grand Prix der Volksmusik 2003
- Da fing der Sommer noch einmal an (Frei) – 9. Platz beim Grand Prix der Volksmusik 2003
- Auf das Leben (Rahel Tarelli) – 11. Platz beim Grand Prix der Volksmusik 2003
- Das Herz der Heimat (Oswald Sattler & Jantje Smit)
- Bambino (Oswald Sattler & Jantje Smit)
- Wenn der Traum von Liebe erwacht (Oswald Sattler & Jantje Smit)
- Berge, die mein Leben erzählen (Zellberg Buam & Schlitterer Sänger aus dem Zillertal)
- Donna Della Raspa (Rudy Giovannini)
- Was ich wirklich mag (Reiner Kirsten)
- Des is Hoamat (Marc Pircher)
- Ein kleiner Schritt voraus (Stephanie)
- Buona Fortuna (Vincent & Fernando)
- Luna Romantica (Vincent & Fernando)
- Der König von Juval (Freiheit)
- Ein bisschen vino (Rudy Giovannini)
- Sunny Blue (Nockalm Quintett)
- Take it easy, my love (Nockalm Quintett)
- Nun kenne ich den Himmel (Nockalm Quintett)
- Ich hab dich gewarnt (Nockalm Quintett)
- Www.Claudia (Nockalm Quintett)
- Schenk mir deine Träume (Nockalm Quintett)
- Tu's für mich (Nockalm Quintett)
- Dann hat wieder Sehnsucht das Kommando (Nockalm Quintett)
- Zu Zweit (Marcel Schweizer)
- Christina (Nockalm Quintett)
- Call on (Nockalm Quintett)
- Bleib eine Rose (Nockalm Quintett)
- Tu es gleich (Nockalm Quintett)
- Diese Nacht muss ich vergessen (Nockalm Quintett)
- Nur noch an die Liebe glauben (Hansi Hinterseer)
- Soweit kann Liebe gehn (Amigos)
- Weihnachten nur für di und mi (Florian Silbereisen)
- Sag niemals, du liebst nicht mehr (Vincent & Fernando)
- Wie ein Leuchtturm in den Bergen (Marc Pircher)
- Mit dir halt ich die Liebe aus (Marc Pircher)
- Da hab i s'bussln g'lernt (Marc Pircher)
- Sie schenkten sich ihr erstes Mal (Gottfried Würcher)
- Gib mir das Gefühl (Gottfried Würcher)
- Venedig ist überall (Udo Wenders)
- Stärker als die Freiheit (Stefanie Hertel)
- Mach das nochmal mit mir (Leona & Swen)
- Sterne die es gar nicht gibt (Belsy)
- Lass uns wieder Freunde sein (Florian Fesl)
- Liebe ist ein Sternenspiel (Kastelruther Spatzen)
- Memories of you (Andy Borg)